# Rogienice Wielkie (gmina)
Rogienice Wielkie (do 1954 Rogienice) – dawna gmina wiejska istniejąca do 1954 roku oraz w latach 1973–1976 w woj. białostockim (przejściowo w woj. warszawskim), a następnie w woj. łomżyńskim (dzisiejsze woj. podlaskie). Siedzibą gminy były Rogienice (Wielkie).
Na początku okresu międzywojennego gmina Rogienice należała do powiatu kolneńskiego w woj. białostockim, a w związku ze zniesieniem powiatu 1 kwietnia 1932 roku gminę przyłączono do powiatu łomżyńskiego w tymże województwie. 1 kwietnia 1939 roku gminę Rogienice wraz z całym powiatem łomżyńskim przyłączono do woj. warszawskiego.
Przez krótki okres po wojnie gmina zachowała przynależność administracyjną, lecz już z dniem 18 sierpnia 1945 roku została wraz z powiatem łomżyńskim wyłączona z woj. warszawskiego i przyłączona z powrotem do woj. białostockiego. Według stanu z 1 lipca 1952 roku gmina była podzielona na 25 gromad. Gmina została zniesiona 29 września 1954 roku wraz z reformą wprowadzającą gromady w miejsce gmin.
Reaktywowano ją jako gminę  Rogienice Wielkie 1 stycznia 1973 roku w tymże powiecie i województwie. Gmina objęła wówczas 26 sołectw: Budy-Mikołajki, Chludnie, Dobrzyjałowo, Drożęcin-Lubiejewo, Górki-Sypniewo, Górki-Szewkowo, Karwowo, Kisielnica, Kobylin, Kołaki-Strumienie, Kołaki-Wietrzychowo, Murawy, Nagórki, Pęza, Popki, Rogienice Piaseczne, Rogienice Wielkie, Rogienice-Wypychy, Stary Cydzyn, Stary Drożęcin, Śmiarowo, Waśki, Włodki, Wysokie Małe, Wysokie Wielkie i Zalesie. 1 czerwca 1975 roku gmina weszła w skład nowo utworzonego woj. łomżyńskiego.
2 lipca 1976 roku została zniesiona, a jej tereny włączone do gmin:
- Mały Płock (obszary sołectw: Chludnie, Kołaki-Strumienie, Kołaki-Wietrzychowo, Popki, Rogienice Piaseczne, Rogienice Wielkie, Rogienice-Wypychy, Śmiarowo, Waśki i Włodki),
- Piątnica (obszary sołectw: Budy-Mikołajki, Dobrzyjałowo, Drożęcin-Lubiejewo, Górki-Sypniewo, Górki-Szewkowo, Kisielnica, Kobylin, Murawy, Nagórki, Pęza, Stary Cydzyn i Stary Drożęcin),
- Stawiski (obszary sołectw: Karwowo, Wysokie Małe, Wysokie Wielkie i Zalesie).

## Demografia

### W II Rzeczypospolitej
Według Powszechnego Spisu Ludności z 1921 roku gminę w ówczesnych granicach zamieszkiwało 5.369 osób – 5.200 było wyznania rzymskokatolickiego, 43 prawosławnego, 34 ewangelickiego, a 92 mojżeszowego. Jednocześnie 5.328 mieszkańców zadeklarowało polską przynależność narodową, 19 żydowską a 22 rosyjską. Było tu 791 budynków mieszkalnych.